# Галмой
Галмой (англ. Galmoy; ирл. Gabhalmhaigh) — деревня в Ирландии, находится в графстве Килкенни (провинция Ленстер).